# Juan Arza Íñigo
Juan Arza Íñigo, esportivament conegut com a Arza (Estella, Navarra, 18 de juny de 1923 - Sevilla, 17 de juliol del 2011), va ser un futbolista i entrenador de futbol navarrès. Va ser internacional amb la selecció espanyola.

## Trajectòria
Va començar a jugar al CD Izarra, equip de la seva localitat natal. Després de passar pel Deportivo Alavés i el CD Málaga, el 1943 va fitxar pel Sevilla FC. El cost del seu fitxatge, va ser de 90.000 pessetes, dos partits amistosos i les cessions de tres jugadors, sent la contractació més cara fins llavors per l'entitat, i va fer que al costat de la seva extraordinària qualitat motivés el sobrenom d'El niño d'oro, ocurrència del seu entrenador Patrick O'Connell.
Va arribar al Sevilla amb 20 anys acabats de fer, amb 1,69 metres d'altura i 60 quilos de pes, destacant per la seva rapidesa i el seu driblatge amb les dues cames, però també per l'habilitat golejadora. En el seu debut de lliga, davant el CE Sabadell, anotà tres gols.
Va viure una de les èpoques daurades del club sevillà, amb el qual va guanyar una Lliga (1945-1946) i una Copa d'Espanya (1947-1948), quedant subcampió en tots dos tornejos en dues ocasions del de Lliga (1950-1951 i 1956-1957) i un del de Copa (1954-55).
En el títol de Copa conquistat el 1948 davant el Celta de Vigo, va marcar un gol, amb resultat final de 4 a 1 per al Sevilla. Aquest títol li va donar dret a disputar amb el seu equip la Copa Eva Duarte, precedent de la Supercopa d'Espanya, en què el FC Barcelona es va imposar per 1 a 0 als andalusos.
Les ofertes del Reial Madrid i el FC Barcelona van ser constants durant la seva carrera, i també altres clubs com el San Lorenzo de Almagro i el River Plate es van interessar pel jugador. Pel president Ramón Sánchez Pizjuán, però, Arza era intransferible.
El 1954 tingué l'honor d'anotar el gol número 1.000 del Sevilla a primera divisió (jornada 13, 5 de desembre). Arza acabaria inscrivint el seu nom com a màxim golejador de primera divisió d'aquest club en la seva història, amb 182 gols en 16 temporades, i sent el jugador amb més minuts disputats en Lliga, 31.384 en 349 partits i el golejador més longeu amb 35 anys i 165 dies.
Tot i no ser un davanter nat, el seu lloc era el d'interior amb clara projecció ofensiva. La temporada 1954-1955 va ser Pitxitxi marcant 29 gols en 29 partits, sent l'únic jugador que deixaria sense aquest trofeu a Di Stéfano en 6 anys.
L'estiu de 1957 el Sevilla fou convidat a disputar la Petita Copa del Món o també anomenada Mundialet de clubs, que es realitzava cada any a Caracas (Veneçuela), quedant tercers després del FC Barcelona i el Botafogo.
Juan Arza fou capità del seu equip en la primera participació en Copa d'Europa del Sevilla FC temporada 1957-1958, eliminant als campions de Portugal i Dinamarca, Benfica i Aarhus GF respectivament, sent eliminat en els quarts de final davant el que seria campió, el Reial Madrid.
També fou capità en la inauguració de l'estadi Ramón Sánchez Pizjuán, davant el Real Jaén amb empat a 3, el 7 de setembre de 1958.
Arza, que ja tenia prevista la seva retirada, disputà una última temporada, la 1959-1960, amb el desaparegut Club Atlético Almería, acudint a la petició del seu amic i entrenador Diego Villalonga.
Després de penjar les botes fou homenatjat en un partit amistós entre els veterans del Sevilla i el FC Barcelona del seu amic Ladislao Kubala, en un partit presenciat per més de 30.000 espectadors.
Passada la seva etapa com a futbolista, entrenà el Celta de Vigo, Cadis CF, Deportivo de la Coruña i el Sevilla FC, aquest en diferents etapes, acudint a l'equip blanc-i-vermell quan travessava dificultats en la classificació de lliga. També ocupà el lloc de delegat del Sevilla, en les dècades dels 80 i 90.
El 23 de juny de 2009 se li va concedir el primer dorsal de Leyenda que atorgava el Sevilla FC, quedant homenatjat així el seu número 8.
Juan Arza morí a Sevilla el 17 de juliol de 2011.

## Palmarès
- Lliga espanyola (Primera Divisió): 1945/46.
- Copa d'Espanya (Copa del Generalíssim): 1947-48.
- Màxim golejador de la Lliga espanyola (Trofeu Pitxitxi): 1954/55.

## Estadístiques individuals
|                    | Partits | Gols | Mitjana |
| ------------------ | ------- | ---- | ------- |
| Primera Divisió    | 349     | 182  | 0.52    |
| Segona Divisió     | 60      | 21   | 0.35    |
| Copa d'Espanya     | 60      | 25   | 0.42    |
| Copa d'Europa      | 5       | 0    | 0       |
| Selecció Espanyola | 2       | 0    | 0       |
| Total              | 476     | 228  | 0.48    |